# Elise Bauman
Pour les articles homonymes, voir Bauman.
Elise Bauman, née le 23 octobre 1990 à Toronto, est une actrice canadienne connue pour son rôle de Laura Hollis, le personnage principal de la web-série Carmilla.

## Biographie
Elise Bauman tient le rôle principal dans la websérie Carmilla au côté de Natasha Negovanlis, ainsi que dans le film Almost Adults sorti en 2016, où elles se retrouvent toutes les deux avec les deux rôles principaux.
En plus d'être actrice, elle suit aussi une carrière musicale en collaboration avec Ellevan.
En 2018, elle remporte un Fan's Choice Award au Canadian Screen Awards. 

### Vie privée
Elle révèle être bisexuelle en 2017.

## Filmographie
- 2014 : Worst Thing I Ever Did (série télévisée) : Fallon
- 2014 : Young Badlands (série télévisée, 6 épisodes) : Bunny
- 2014-2016 : Carmilla (websérie, 121 épisodes) : Laura Hollis (rôle principal)
- 2015 : Face the Music (série télévisée) : Amanda
- 2016 : Slasher : Elise
- 2016 : Almost Adults : Mackenzie
- 2016 : Below Her Mouth : Bridget
- 2016 : Everything's Gonna Be Pink : l'étudiante à l'école de théâtre
- 2017 : Carmilla : The Movie : Laura Hollis
- 2017 : Murdoch Mysteries (1 épisode) : Abigail Liston
- 2018 : The inherent traits of Connor James[3] : Mathilda
- 2018 : The Handmaid's Tale (saison 2, épisode 6) : Apparition
- 2020 : A Liberatin Short Film[4] (Court métrage)
- 2022 : Le Cabinet de curiosités de Guillermo del Toro (Guillermo del Toro's Cabinet of Curiosities) (série TV)

## Discographie
- Sept. 2016 : Do You (single)[5]
- Nov. 2016 : Make Time (single)
- Déc. 2016 : Ellevation (EP)
- Fév. 2017 : Watch Your Mouth (single)
- Fév. 2018 : Move (single)